# Łuszczanowice
Łuszczanowice – wieś w Polsce, położona w województwie łódzkim, w powiecie bełchatowskim, w gminie Kleszczów. W 2011 roku liczba mieszkańców we wsi Łuszczanowice wynosiła 890.
Uszczanowice (Łuszczanowice) były wsią królewską w tenucie radomszczańskiej w powiecie radomszczańskim województwa sieradzkiego w końcu XVI wieku. W latach 1975–1998 miejscowość administracyjnie należała do województwa piotrkowskiego.

## Historia
Słownik geograficzny Królestwa Polskiego i innych krajów słowiańskich z roku 1890 tak opisuje miejscowość:

Łuszczanowice, wieś, kolonia i osada karcz., powiat piotrkowski, gmina Kleszczów, parafia Sulmierzyce. Wieś ma 72 domy, 572 mieszkańców, 1099 mórg; kolonia ma 33 domów, 247 mieszkańców, 453 mórg; osada karcz. ma 1 dom, 7 mieszkańców, 15 mórg, własność rządowa. 1827 r. Łuszczanowice wieś rząd., 68 domów, 427 mieszkańców; wchodziły dawniej w skład dóbr rządowych Gidle (obacz). Łaski, Lib. ben. I, 490 zowie też Łuszczanowice, Uszczanowycze.

## Ulice
Nazwy ulic w Łuszczanowicach w większości pochodzą od nazw minerałów, metali szlachetnych i kamieni szlachetnych. Są to:
- Złota
- Turkusowa
- Diamentowa
- Sportowa
- Perłowa
- Szafirowa
- Bursztynowa
- Brylantowa
- Miła
- Opalowa
- Rubinowa